# Deutsche Soziale Union
Die Deutsche Soziale Union (Kurzbezeichnung: DSU) ist eine rechtskonservative Kleinpartei in Deutschland. In der Wendezeit 1989/1990 war sie als Teil des Wahlbündnisses Allianz für Deutschland an der letzten DDR-Regierung beteiligt. Nach 1990 erzielte die Partei bei überregionalen Wahlen nur noch Ergebnisse unter 1 %. Gegenwärtig ist sie nur noch kommunalpolitisch aktiv, vor allem im sächsischen Vogtlandkreis. Der langjährige Bundesvorsitzende Roberto Rink trat dort 2022 mit Unterstützung der AfD als Landratskandidat an und erhielt im zweiten Wahlgang 26 % der Stimmen.

## Inhaltliches Profil
In ihrem 2006 beschlossenen aktuellen Programm bezeichnet sich die Partei als „nationale, konservative und soziale Kraft“ und ihre Grundprinzipien als „bürgernah, wertkonservativ, christlich-abendländisch, freiheitlich, wertorientiert und patriotisch“.
Darin bekennt sich die DSU nach eigenen Angaben zur Achtung und dem Schutz der Würde eines jeden Menschen, der Gleichberechtigung von Mann und Frau und fordert ein grundsätzliches Abtreibungsverbot.
Die Partei strebt ein weitgehendes Maß an individueller Freiheit an, fordert deshalb Entbürokratisierung und generell „weniger Staat, mehr Freiheit“. Zugleich beklagt sie einen vermeintlichen Kriminalitätsanstieg insbesondere durch „ausländische Banden“ und fordert härtere Strafen für Drogendelikte, auch für Suchtkranke: „Die Rauschgiftsüchtigen sind aber nicht nur deren Opfer, sondern zum Teil auch durch eigene Schuld in Abhängigkeit geraten. Wegen der Beschaffungskriminalität sind sie eine Gefahr für die Bevölkerung“. Das Selbstverantwortungs- und Subsidiaritätsprinzip in der Gesellschaft soll gestärkt, „Leistungswillen und Initiative“ anerkannt und gefördert werden. Nach Überzeugung der DSU sichert das Eigentum „den Freiheitsraum des einzelnen für eine individuelle und eigenverantwortliche Lebensgestaltung.“ Die DSU plädiert für ein weitreichendes Recht auf Meinungs- und Informationsfreiheit. Der Datenschutz müsse jedoch zurückstehen, wenn es der Aufklärung oder auch „vorbeugenden Bekämpfung“ von Straftaten diene.
Die Partei fordert eine Wiedergutmachung des in der DDR begangenen Unrechts und wendet sich gegen mangelnde „antikommunistische Standfestigkeit“, dabei befürwortet sie nach eigenen Angaben das Prinzip der wehrhaften Demokratie.
Die Partei spricht sich in ihrem Parteiprogramm gegen eine „ungeregelte Zuwanderung“ nach Deutschland aus und lehnt ein allgemeines Wahlrecht für Ausländer ab, das ihrer Meinung nach nicht mit dem Grundgesetz vereinbar sei.
Außenpolitisch bekennt sich die DSU zur transatlantischen Partnerschaft Deutschlands und der Mitgliedschaft des Landes in der NATO. Sie spricht sich für eine weltweite atomare Abrüstung und die ausschließliche Verwendung der Bundeswehr für die Verteidigung aus. Sie tritt für die Wehrpflicht ein, betont aber auch die Achtung der Verweigerung derselben, wofür ein Ersatzdienst zu leisten sein soll. Die Partei bekennt sich gemäß ihrer Grundsätze zum „Aufbau eines friedlichen, wirtschaftlich starken und stabilen Europa“, steht jedoch dem aktuellen Zustand der Europäischen Union, die sie als ‚sogenannte „EU“‘ bezeichnet, skeptisch gegenüber. Sie strebt ein „Europa der Vaterländer“ als Bündnis souveräner Nationalstaaten an, des Weiteren wird aber eine weitere Verlagerung von Kompetenzen an supranationale Institutionen abgelehnt und die Rückkehr zu nationalen Währungen statt des Euro gefordert.

## Struktur

### Bundesvorstand
| Vorsitzender                          | Roberto Rink                                                                                              |
| Stellvertretende Vorsitzende          | Gert Zetzsche (1. Stellvertreter), Joachim Fischer (2. Stellvertreter)                                    |
| Schatzmeister                         | Ursula Eisert                                                                                             |
| Stellvertretender Schatzmeister       | Claudia Roßmann-Kansorra                                                                                  |
| Bundesschriftführer                   | Joachim Nothdurft                                                                                         |
| Stellvertretender Bundesschriftführer | Claudia Hennebach                                                                                         |
| Beisitzer                             | Peter Berauer, Matthias Brecht, Roland Diesener, Ulrich Gruschwitz, Karl-Heinz Gundlach, Holger Schuhmann |

### Landesverbände
Landesverbände der DSU bestanden 2011 in Brandenburg, Sachsen, Sachsen-Anhalt und Baden-Württemberg, sowie ehemals in West-Berlin und Ost-Berlin, deren erste Vorsitzende 1990 Karl-Heinz Drogula bzw. Stefan Sabottka waren. 1993 kamen die Landesverbände für Bayern und Niedersachsen hinzu, deren Vorsitzende Peter Recknagel bzw. der Bundeswehr-General Reinhard Uhle-Wettler waren. Für das Jahr 2018 weist der Rechenschaftsbericht der Partei neben dem Bundesvorstand einen Landesvorstand lediglich für das Bundesland Sachsen aus. Landesvorsitzender in Baden-Württemberg war der stellvertretende Bundesvorsitzende Alexander Schonath. Der sächsische Landesverband ist mit rund 60 Mitgliedern der mitgliederstärkste. Landesvorsitzender in Sachsen ist Joachim Fischer.

### Mitgliederentwicklung
Zur Mitgliederzahl ist festzustellen, dass die Partei bereits kurz nach ihrer Gründungsphase unter anhaltendem Mitgliederschwund zu leiden hatte. Zu Beginn des Jahres 1990 werden nach einem rasanten Mitgliederwachstum etwas mehr als 50.000 Mitglieder gezählt, jedoch wurden schon im Dezember desselben Jahres nur noch knapp 10.000 Mitglieder genannt, für das Jahr 1991 8000 und für das Jahr 1998 noch 6000 Mitglieder. Die für 2007 belegte Mitgliederzahl lag bei etwa 1000. Der sächsische Landesverband war 2014 mit rund 100 Mitgliedern der stärkste von vier Landesverbänden der DSU.
| | Landesverband     | Vorsitzender        | Gründungsdatum | Mitgliederzahl             | Ergebnis der letzten Wahl des Landesparlaments | Ergebnis der Bundestagswahl 2017 | Ergebnis der Europawahl 2014 |
| --- | ----------------- | ------------------- | -------------- | -------------------------- | ---------------------------------------------- | -------------------------------- | ---------------------------- |
| Baden-Württemberg | Baden-Württemberg | Alexander Schonath  | 2010           | keine Angabe (Stand: 2014) | n. a                                           | n. a.                            | n. a                         |
| Sachsen | Sachsen           | Joachim Fischer     | 1990           | 110 (Stand 2014)           | n. D. (2019)                                   | n. E. (Rink)                     | n. a.                        |
| Sachsen-Anhalt | Sachsen-Anhalt    | N.N.                | 1990           | keine Angabe               | n. a. (2016)                                   | n. a.                            | n. a.                        |
| Thüringen | Thüringen         | Karl-Heinz Gundlach | 1990           | keine Angabe               | n. a. (2014)                                   | n. a.                            | n. a.                        |
| Legende - n. a. – nicht angetreten - n. D. – nur mit Direktkandidaten angetreten - n. E. – nur mit Einzelbewerbern angetreten |                   |                     |                |                            |                                                |                                  |                              |

Der Jugendverband der DSU war in den 1990er Jahren die Junge Soziale Union, deren organisatorischen Schwerpunkt der Freistaat Sachsen bildete.

## Geschichte
| Wahlergebnisse der DSU      | Wahlergebnisse der DSU |
| Wahl                        | %                      |
| --------------------------- | ---------------------- |
| Volkskammerwahl 1990        | 6,3 %                  |
| Bundestagswahl 1990         | 0,2 %                  |
| Sachsen 1990                | 3,6 %                  |
| Sachsen-Anhalt 1990         | 1,7 %                  |
| Thüringen 1990              | 3,3 %                  |
| Mecklenburg-Vorpommern 1990 | 0,8 %                  |
| Brandenburg 1990            | 1,0 %                  |
| Berlin 1990                 | 0,2 %                  |
| Sachsen 1994                | 0,6 %                  |
| Sachsen-Anhalt 1994         | 0,2 %                  |
| Thüringen 1994              | 0,2 %                  |
| Brandenburg 1994            | 0,2 %                  |
| Europawahl 1994             | 0,2 %                  |
| Sachsen 1999                | 0,4 %                  |
| Thüringen 1999              | 0,2 %                  |
| Sachsen 2004                | 0,5 %                  |
| Sachsen-Anhalt 2006         | 0,3 %                  |
| Sachsen 2009                | 0,2 %                  |
| Sachsen 2014                | 0,2 %                  |

### Gründung und Wendezeit in der DDR
Die Partei wurde in der DDR am 20. Januar 1990 in Leipzig im Gasthaus Goldene Krone gegründet. Zu den Gründungsgruppierungen zählten zwölf christliche, liberale und bürgerlich-konservative Oppositionsgruppen. Diese waren die CSPD (Christlich-soziale Partei Deutschlands), der der erste DSU-Vorsitzende Hans-Wilhelm Ebeling angehörte, Forumpartei, Fortschrittliche Volkspartei, CSU/DSU, Freie Demokratische Union, Sozialbürgerliche Union, Deutsche Freiheitsunion, Vereinigte Union Sachsen, CDSU, Deutsche Friedensunion, Thüringische Friedensunion und Thüringische Forumspartei. Mit der Namenswahl zeigte man bereits die gewünschte politische Nähe zur bayerischen CSU an.
Als 1989/90 die Vereinigung beider deutscher Staaten in absehbare Nähe rückte, sah sich die CSU durch die Vergrößerung des Wahlgebiets mit einem drohenden Bedeutungsverlust auf Bundesebene konfrontiert. Um diesem entgegenzuwirken, sah die CSU zwei verschiedene Möglichkeiten: Einerseits die Ausdehnung der CSU selbst auf die DDR, andererseits die Schaffung einer konservativen Schwesterpartei, rechts von der weiter links stehenden OST-CDU. Eine Idee, die bereits Franz Josef Strauß für die alte BRD unter dem Schlagwort der vierten Partei außerhalb Bayerns propagierte. Für die Erweiterung der CSU auf das Gebiet der DDR sprachen sich unter anderem die CSU-Politiker Peter Gauweiler und Edmund Stoiber aus, während sich Theo Waigel hingegen für eine neu zu schaffende Schwesterpartei einsetzte. Sein Hauptargument war der drohende Verlust des Markenkerns der CSU, der Identifizierung der Partei mit dem Freistaat Bayern („Bayern ist CSU und CSU ist Bayern“).
Ein prominenter Berater der DSU war der ZDF-Fernsehmoderator und Journalist Gerhard Löwenthal. Dieser verfasste große Teile der Programmatik für den anstehenden Wahlkampf zum ersten gesamtdeutschen Bundestag. Darüber hinaus beriet er den DSU-Vorstand bei den Vertragsverhandlungen mit der CDU im Vorfeld der Begründung der später siegreichen Allianz für Deutschland. Auch er wollte eine konservative Regionalpartei nach dem Bilde der CSU aufbauen.

Kundgebung der Allianz für Deutschland

Zur Volkskammerwahl am 18. März 1990, bei der die DSU durch die bayerische Schwesterpartei CSU massive Unterstützung erfuhr, ging sie zusammen mit der CDU und dem Demokratischen Aufbruch (DA) das Wahlbündnis Allianz für Deutschland ein, das die Wahl gewann. Die DSU erreichte 6,3 % und 25 Sitze und bildete nach der Wahl eine eigene Fraktion. Es zeigte sich ein deutliches Süd-Nord-Gefälle: In den Bezirken Karl-Marx-Stadt (14,8 %), Dresden (13,8 %) und Leipzig (10,1 %) erzielte die DSU zweistellige Ergebnisse, und schnitt auch in den Bezirken Suhl und Erfurt überdurchschnittlich ab. Insbesondere in den nördlichen Bezirken erreichte sie dagegen nur zwischen 2 % und 3 % der Stimmen. Spitzenkandidat der DSU zur Volkskammerwahl war der damalige stellvertretende Parteivorsitzende Hansjoachim Walther, der anschließend DSU-Fraktionschef in der Volkskammer wurde.

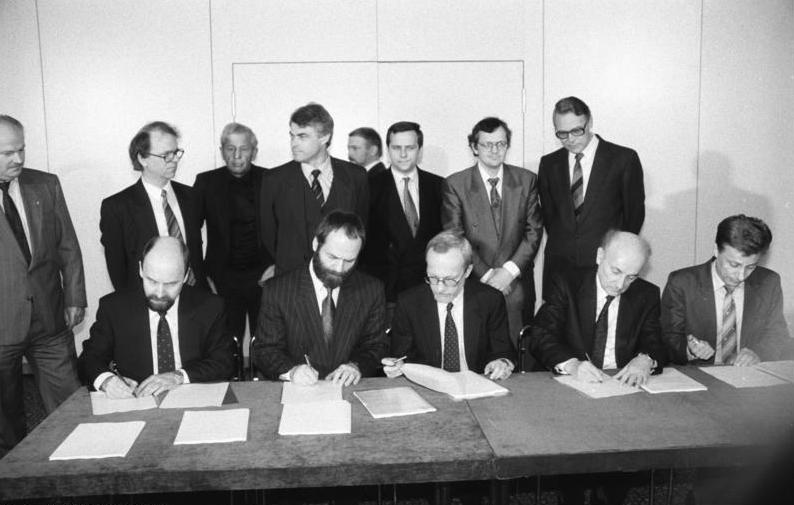
Unterzeichnung der Koalitionsvereinbarungen zwischen den Fraktionen der CDU, der DSU, dem DA, den Liberalen (FDP, BFD, F.D.P.) und der SPD

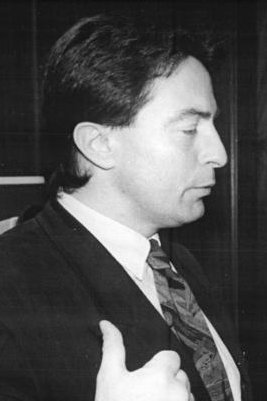
Peter-Michael Diestel (1990), stellvertretender Ministerpräsident und Innenminister der letzten Regierung der DDR

Nach der Wahl beteiligte sich die Partei an der letzten DDR-Regierung. Mit Peter-Michael Diestel stellte sie den stellvertretenden Ministerpräsidenten und Innenminister der letzten DDR-Regierung. Hans-Wilhelm Ebeling wurde Minister für wirtschaftliche Zusammenarbeit. Beide traten jedoch unter Beibehaltung ihrer Ministerämter am 30. Juni 1990 zur CDU über, so dass die DSU fortan nicht mehr im Ministerrat der DDR vertreten war. Bis zur Auflösung der Volkskammer schrumpfte die DSU-Fraktion insgesamt um 3 Sitze auf 22.
Nach dem überragenden Sieg der Allianz drängte Helmut Kohl die CSU zum Abbruch des Engagements für die DSU. Im Laufe des Jahres 1990 löste die Partei sich wieder aus der Allianz und wurde in der Folge mit einem Bedeutungsverlust konfrontiert. Prominente Mitglieder wie Peter-Michael Diestel, der innerparteilich in die Kritik geraten war, traten zur CDU über. Als Begründung für ihren Parteiaustritt gaben sie zunehmenden Rechtsextremismus in der DSU an.
In der Volkskammer beantragte die DSU regelmäßig den sofortigen Beitritt zum Geltungsbereich des Grundgesetzes.
Am Ende der 11. Wahlperiode stellte die DSU ab dem 3. Oktober 1990 mit den Volkskammerabgeordneten Stefan Gottschall, Jürgen Haschke, Sabine Landgraf, Thomas Schmidt, Joachim Schmiele, Andreas Steiner, Frank Tiesler und Hansjoachim Walther acht Mitglieder des Deutschen Bundestages, die sich allesamt der Unionsfraktion anschlossen.

### Nach der deutschen Wiedervereinigung
Nach dem Beitritt der DDR zur Bundesrepublik wurde auf Druck der CSU Hansjoachim Walther Minister im Kabinett Kohl. Der CSU-Vorsitzende Theo Waigel wurde 1990 zum Ehrenvorsitzenden der DSU gewählt. Den Ehrenvorsitz legte Waigel 1993 nach dem Bruch mit der DSU nieder.

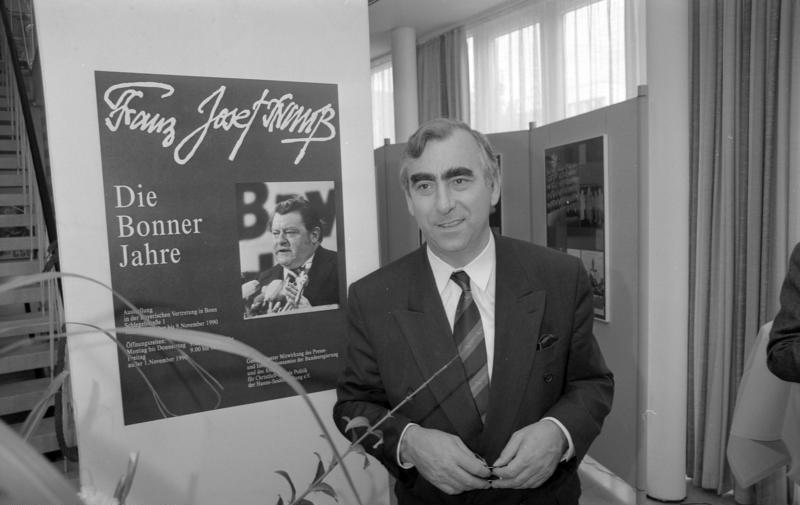
Theo Waigel (1990), ehemaliger DSU-Ehrenvorsitzender

Bei den Landtagswahlen in den neuen Bundesländern am 14. Oktober 1990 schaffte die DSU in keinem Bundesland den Einzug in den Landtag. In ihren Hochburgen Sachsen und Thüringen erreichte sie 3,6 % bzw. 3,3 %, in den anderen Ländern blieb sie unter 2 %.
Bei der Bundestagswahl am 2. Dezember 1990 erhielt die DSU im Wahlgebiet Ost nur 1,0 % (bundesweit: 0,2 %) der Stimmen. Vor der Wahl gab es Bestrebungen seitens der DSU und Theo Waigel, die Kandidatur von DSU-Bewerbern in wenigstens drei Wahlkreisen zu unterstützen, um der DSU den Bundestagseinzug zu ermöglichen, was beim damaligen CDU-Bundesvorsitzenden Kohl jedoch auf Ablehnung stieß. Bei den folgenden Bundestagswahlen trat die DSU mit keinen Landeslisten mehr an. 1994, 1998, 2002 und 2005 stellte die Partei Direktkandidaten auf, die jedoch kein Mandat erringen konnten.
Nach der unmittelbaren Wendezeit gelangen der DSU Wahlerfolge nur noch auf kommunaler Ebene, insbesondere im Freistaat Sachsen. Das beste Landtagswahlergebnis der DSU nach 1990 war die Landtagswahl in Sachsen 1994 mit 0,6 %.
In den folgenden Jahren sorgten interne Auseinandersetzungen und organisatorische Schwierigkeiten ebenso wie der politische Druck durch die CDU für ein Sinken der Mitgliederzahlen. Zahlreiche Mitglieder verließen die Partei und wanderten zur FDP, zur CDU, zu Wählergemeinschaften oder aber auch zu den Republikanern ab. Insbesondere in den Bundesländern mit kommunaler Fünf-Prozent-Hürde wie Thüringen kandidierten viele Mandatsträger später auf Listen anderer Parteien. Der frühere Bundesvorsitzende Hansjoachim Walther und der ehemalige Thüringer Kultusminister Jens Goebel schlossen sich 1993 bzw. 1998 der CDU an.
Im ersten Landtag des Landes Sachsen-Anhalt nach der Wende bildeten Anfang Mai 1992 die CDU-Mitglieder Joachim Auer und Gerhard Mitschke, die Teil der „Freien Fraktion“ waren, der ehemalige CDU-Landesinnenminister Wolfgang Braun, die SPD-Abgeordnete Bärbel Ballhorn und der PDS-Parlamentarier Hans-Gerd Glück eine Fraktion für die DSU und wurden teilweise Mitglieder der Partei. Auer fungierte als Fraktionsvorsitzender. Anfang Mai 1993 schloss sich Eckhard Schneider der DSU-Fraktion an, woraufhin Auer austrat. Die DSU war somit in Fraktionsstärke im Landtag vertreten, obwohl sie bei den Landtagswahlen nur 1,7 % der Stimmen erringen konnte. In seiner Zeit als Fraktionsvorsitzender veruntreute Auer Fraktionsgelder in Höhe von insgesamt 110.000 DM für private Zwecke. Hierfür verurteilte ihn 1997 das Landgericht Magdeburg im Dezember 1997 zu 15 Monaten Freiheitsstrafe, die zur Bewährung ausgesetzt wurden und 200 Stunden gemeinnütziger Arbeit.
Parteichef ist seit 1993 Roberto Rink, ein Fuhrunternehmer aus dem vogtländischen Treuen, der dort Mitglied des Stadtrates ist. Dieser setzte sich in einer Kampfabstimmung gegen seinen Vorgänger Reinhard Keller durch. Sein Stellvertreter wurde Paul Latussek, der später ebenfalls Vizepräsident des Bundes der Vertriebenen wurde. Nach der Wahl Rinks legte Theo Waigel seinen Ehrenvorsitz nieder. Hauptstreitthema in der Partei war zu dieser Zeit die Frage einer geplanten Ausdehnung der Partei in die alten Bundesländer. Rink stand hierzu in Kontakt mit Vertretern der Deutschen Partei sowie einer 1990 in der Bundesrepublik gegründeten westdeutschen DSU.
Der SPIEGEL berichtete von „personellem Führungsverschleiß, Intrigen, Abspaltungen und Abwanderungen“, die zum Mitgliederschwund führten, und zitierte einen anonymen CSU-Kritiker, der die Partei „Sauhaufen“ nannte. Edmund Stoiber bezeichnete die DSU 1996 rückblickend als ein totgeborenes Kind.

### Entwicklung seit 1995

#### Bündnisse mit Kleinparteien
1998 wollte die DSU zur Landtagswahl in Sachsen-Anhalt mit der Partei Die Republikaner eine Listenverbindung eingehen, was aber aus juristischen Gründen scheiterte. In Dresden bildete sie im dortigen Stadtrat zehn Jahre lang bis 2004 eine Fraktion gemeinsam mit der FDP, nahm aber inhaltlich zunehmend deren Programm an, so dass sie für sich gar nicht mehr wahrgenommen wurde und viele Wähler an die Freien Wähler, FDP und CDU verlor.
Ende der 1990er Jahre gab es in der DSU Bestrebungen, mit dem mittlerweile aufgelösten Bund freier Bürger (BFB) und der Deutschen Partei zu fusionieren, wovon die DSU allerdings bald wieder abrückte. Ebenso gab es um die Jahrtausendwende Meldungen, dass die aus ihrer Fraktion ausgetretenen Abgeordneten der DVU im Sachsen-Anhaltinischen Landtag um Claudia Wiechmann über eine Kooperationsvereinbarung mit der DSU verhandelten. Die DSU wäre damit abermalig in diesem Parlament vertreten gewesen, ohne die 5-%-Hürde übersprungen zu haben.

#### Probleme in der Ära Schill
Mit dem Aufkommen der Partei Rechtsstaatlicher Offensive (PRO, kurz Schill-Partei) entstand eine Sogwirkung auf die rechte Kleinparteien-Szene. Nach dem Wahlerfolg der Schillpartei 2001 in Hamburg traten etwa die Mehrheit der „Deutschen Mittelstandspartei“, Teile von Arbeit für Bremen und Bremerhaven und der Statt Partei zu Schill über. Die DSU bot zunächst eine Kooperation als Partei an, die die Schillpartei ignorierte. Stattdessen warb sie gezielt in Sachsen-Anhalt und Brandenburg Mandatsträger ab. Exemplarisch ist der Fall der DSU-Ratsfraktion in Senftenberg, die geschlossen zur Schillpartei übertrat. Nach der knapp gescheiterten Landtagswahl in Sachsen-Anhalt 2002 (4,5 %), der Bürgerschaftswahl 2003 in Bremen (4,8 % in Bremerhaven) und dem totalen Einbruch bei der Bundestagswahl zerbrach die Schill-Partei und verlor ihre Fraktion in Hamburg. Neben zahlreichen Abspaltungen kooperierte vor allem der in Offensive D umbenannte Rest der Schillpartei wieder vermehrt mit der DSU, während sich viele ehemalige Mitglieder wieder der DSU zuwandten.

#### Absage an Zusammenarbeit mit der NPD
Im November 2004 vereinbarte die DSU mit den Republikanern und der Deutschen Partei eine Zusammenarbeit in Abgrenzung zu NPD und DVU. Diese scheiterte jedoch, da die Deutsche Partei ihren Vorsitzenden Heiner Kappel kurze Zeit später absetzte und ein Bündnis mit der NPD anstrebte.
Ab 2004 gab es Versuche der NPD, die DSU in eine „nationale Volksfront“ einzubinden. Die Teilnahme des DSU-Bundesvorsitzenden Roberto Rink Anfang Januar 2005 an einem Neujahrsempfang der sächsischen NPD-Landtagsfraktion stieß jedoch in seiner eigenen Partei auf Kritik. Diese sieht die NPD als Partei der „braunen Sozialisten“ in der Nähe von Kommunisten. Die DSU erteilte einer Zusammenarbeit mit der NPD eine Absage.

#### Bündnisbemühungen
Anfang April 2005 vereinbarte die Partei eine Kooperation mit der gemäßigt nationalistischen Freiheitlichen Partei Deutschlands und der Offensive D. Zwei der drei Abgeordneten, die sich in Sachsen aus Enttäuschung über den nationalsozialistischen Kurs von der NPD abwandten, traten zunächst dem Bündnispartner Freiheitliche Partei bei.
Für die Landtagswahl in Sachsen-Anhalt am 26. März 2006 schloss sich die DSU mit der Offensive D und der Statt Partei zu einer Listenverbindung unter dem Namen Bündnis Offensive für Sachsen-Anhalt (Offensive D – Statt-Partei – DSU) zusammen. Die gemeinsame Liste, die auf einem besonderen Detail des Wahlrechts in Sachsen-Anhalt beruht, erreichte nur unwesentliche Erfolge.
Anfang Oktober 2006 rief der DSU-Landesvorsitzende Karl-Heinz Obser Personen und Gruppen der „freiheitlichen Szene“ zu einem Wahlbündnis „Bündnis für Sachsen“ auf, dessen Kern die DSU sein sollte.

#### Weitere Entwicklung
Im Zuge der Bemühungen um ein „Bündnis für Sachsen“ und der ersten Erfolge kam es zu weiteren Beitritten. So trat im November 2006 eine Gruppe um den ehemaligen Chef der Görlitzer NPD Jürgen Krumpholz aus Enttäuschung über die Korruption und den Extremismus ihrer ehemaligen Partei geschlossen in die DSU ein, wodurch der Görlitzer Kreisverband zusammen mit Stadtrat Jens Hasse gegründet werden konnte.
Von 3. Oktober 2006 bis 2007 war die DSU Mitglied der in Leipzig gegründeten „Allianz Demokratischer Parteien und Organisationen“, der zu jener Zeit 15 kleinere Parteien angehörten. Die DSU verließ diese Allianz wieder, da ihr sich diese zu weit nach links öffnete.
Ebenfalls im Oktober 2006 trat der ehemalige sächsische NPD-Landtagsabgeordnete Klaus Baier nach einem Zwischenspiel in der Freiheitlichen Partei Deutschlands in die Partei ein. Die DSU war damit erstmals seit der Wendezeit wieder in einem überregionalen Parlament vertreten. Parteiangaben zufolge lösten der Pakt und der prominente Beitritt eine Reihe von Parteieintritten aus, sodass erstmals seit Jahren die Mitgliederzahl gestiegen sei. Bei der Landtagswahl in Sachsen 2009 brachte dies aber keinen Erfolg, der Stimmenanteil der DSU fiel von 0,5 % im Jahre 2004 auf 0,2 %.
Seit der Bundestagswahl 2009 tritt die DSU nicht mehr zu Bundestagswahlen an. Zur Bundestagswahl 2017 kandidierte der Parteivorsitzende Roberto Rink im Bundestagswahlkreis Vogtlandkreis als Einzelbewerber und erhielt 3,1 % der Stimmen.

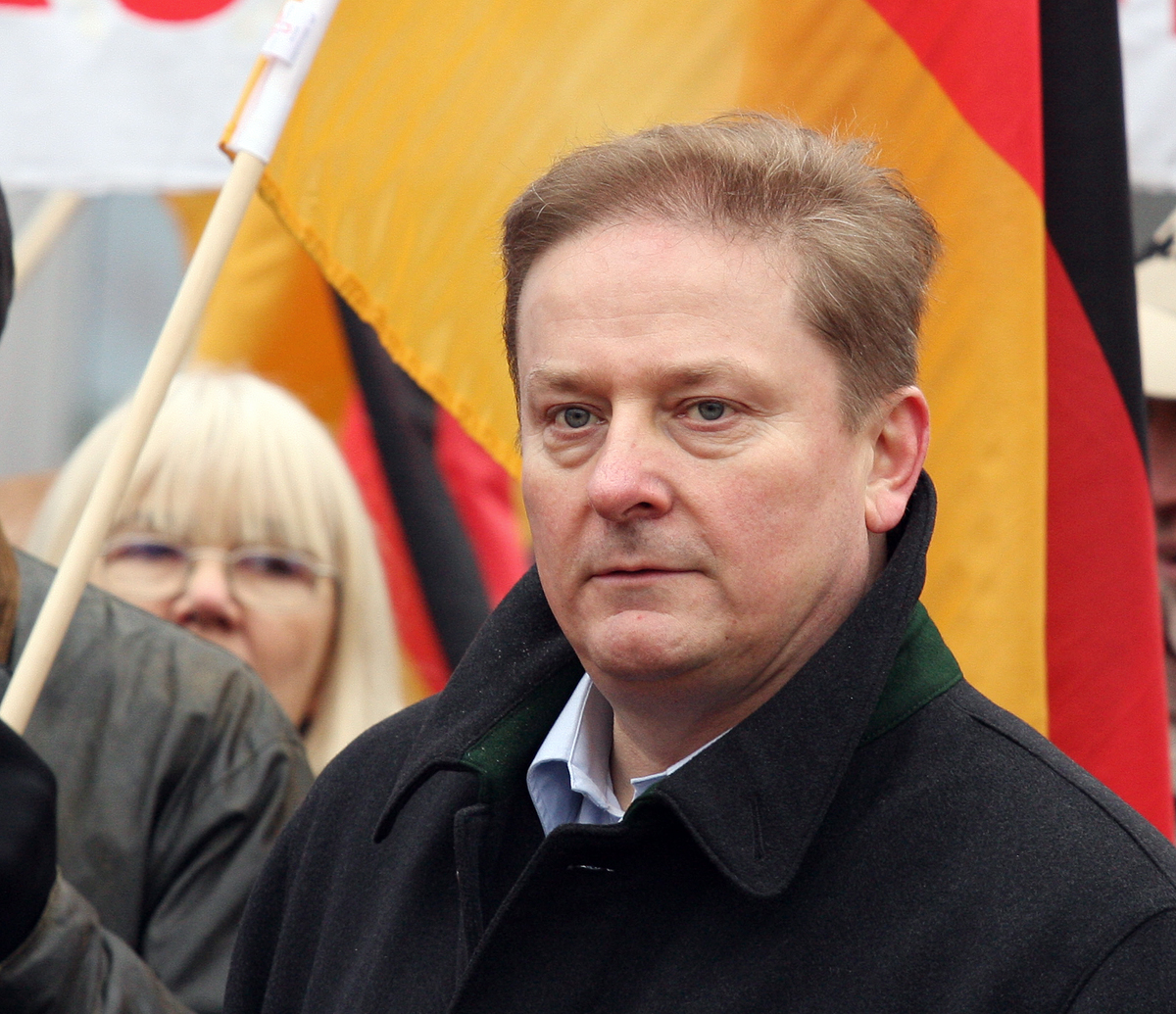
Henry Nitzsche (2008) als fraktionsloser Bundestagsabgeordneter

Anlässlich der Gründung der Bürgerbewegung pro Sachsen unter dem Vorsitz des ehemaligen Bundestagsabgeordneten Henry Nitzsche am 5. Februar 2011 erklärte Roberto Rink in Kamenz die Beteiligung seiner Partei an der neuen Sammlungsbewegung. Ziel sei die Bildung einer neuen Partei, die zur Landtagswahl in Sachsen 2014 antreten sollte. Roberto Rink wurde zu einem der stellvertretenden Vorsitzenden des Bündnisses gewählt. Ein gemeinsamer Wahlauftritt kam aber nicht zustande. Bei der Landtagswahl am 31. August 2014 erhielt die DSU genau wie das Bündnis pro Deutschland jeweils nur 0,2 % der Stimmen.
Im Chemnitzer Stadtrat gab es von 2009 bis 2014 die Fraktion Pro Chemnitz.DSU.
Bei der Bürgermeisterwahl 2019 in Rodewisch erhielt die DSU-Kandidatin und derzeitige stellvertretende Schatzmeisterin der Partei, Claudia Roßmann-Kansorra, 14,55 % der Stimmen und scheiterte damit gegen die Amtsinhaberin Kerstin Schöniger, die sich mit dem Ergebnis allerdings unzufrieden zeigte.

#### Zusammenarbeit mit der AfD
Seit 2022 bilden die AfD und der DSU-Abgeordnete im vogtländischen Kreistag eine gemeinsame Fraktion. Auch im Landkreis Meißen wurde mit der AfD kooperiert.
Mit Unterstützung der AfD trat Roberto Rink als Kandidat für die Landratswahl im Vogtlandkreis am 12. Juni 2022 an. In Rinks Wahlkampf wurde die Umsetzung eines Wasserstoff-Projektes in Hartmannsgrün genannt, das der Kandidat auch im Falle einer Wahlniederlage angehen wolle. Rink erhielt im ersten Wahlgang 23,4 % (18.320 Stimmen) der gültigen Stimmen und damit den zweiten Platz. Da kein weiterer Kandidat die absolute Mehrheit für sich verbuchen konnte, wurde am 3. Juli ein zweiter Wahlgang nötig. Rink ließ wissen, dass er im Laufe der Woche nach der Wahl entscheiden wolle, ob er zu diesem Wahlgang erneut antrete. Nachdem zwischen beiden Wahlgängen zwei der fünf Kandidaten zurückzogen, erhielt Rink im entscheidenden Wahlgang 26,4 % der Stimmen. Er konnte somit 15.760 Wählerstimmen auf sich vereinen. Gewählt wurde sein Kontrahent Thomas Hennig (CDU).

### Kommunale Mandate
In den Jahren 1991 bzw. 1993 stellte die DSU in den neuen Ländern insgesamt 1.100 Kommunalmandatsträger bzw. 110 Bürgermeister. Im Jahr 1997 konnte die Partei noch 450 Kommunalmandate vorweisen, 2007 noch 80.
Langjährige Bürgermeister mit DSU-Mitgliedschaft waren:
- Ulrich Lupart (* 1951), deutscher Kommunal- und Landespolitiker, seit 2016 AfD
- Alf Korn, 1993–2003 Bürgermeister der Stadt Ortrand[82]
- Hans-Joachim Weigel, bis 2022 langjähriger Bürgermeister der Gemeinde Schönfeld, seit 2019 parteilos[83]

Nach den Kommunalwahlen in Sachsen 2019 stellte die DSU in folgenden Kommunen Abgeordnete:
- Coswig (Sachsen): 1 Ratsmitglied
- Treuen: 3 Ratsmitglieder
- Vogtlandkreis: 1 Kreistagsmitglied

Nach der Kommunalwahl 2024 stellt die DSU nach wie vor einen Rat in Coswig, aber nur noch zwei Stadträte in Treuen. Roberto Rink wurde über die AfD-Liste erneut in den Kreistag gewählt.

## Bundesvorsitzende
Seit ihrer Gründung standen der Bundespartei insgesamt fünf Parteichefs vor. Allerdings sind alle ehemaligen Vorsitzenden nach ihrer Amtszeit aus der Partei ausgetreten. Ebeling, Nowack und Walther wechselten zur CDU, während Keller heute parteilos ist.
| Name                 | Name                                                      | Beginn der Amtszeit          | Ende der Amtszeit |
| -------------------- | --------------------------------------------------------- | ---------------------------- | ----------------- |
| Hans-Wilhelm Ebeling | Hans-Wilhelm Ebeling                                      | 20. Januar /18. Februar 1990 | Mai 1990          |
|                      | Joachim Hubertus Nowack (geschäftsführender Vorsitzender) | Mai 1990                     | 30. Juni 1990     |
| Hansjoachim Walther  | Hansjoachim Walther                                       | 30. Juni 1990                | Juni 1991         |
|                      | Reinhard Keller                                           | Juni 1991                    | April 1993        |
|                      | Roberto Rink                                              | 1993                         | amtierend         |

## Personen
- Alexander Achminow (* 1960; † 1925), Anfang der 1990er Jahre Generalsekretär der Partei, 1999–2009 CDU-Stadtrat in Leipzig[89][90]
- Manfred Dott (* 1940) deutscher Beamter und ehemaliger Politiker
- Karl-Heinz Drogula (* 1925; † 2017), Mediziner, Träger des Bundesverdienstkreuzes, 1971–1975 SPD- bzw. BFD-Abgeordneter im AgH Berlin, 1990 Landesvorsitz der DSU in Westberlin[91][92][93][94][95]
- Hans-Holger Malcomeß (* 1973), Bundesgeschäftsführer der AfD[96][97]
- Michael Nötzel (* 1957), deutscher Beamter und ehemaliger Politiker
- Volkmar Weiss (*1944), deutscher Biologe und Sozialhistoriker
- Hans-Jürgen Zickler (* 1954), deutscher Kommunal- und Landespolitiker, seit 2013 AfD